# Gravit Designer
Gravit Designer — Кроссплатформенный редактор векторной графики, получивший большое распространение как альтернатива пакетным решениям от Adobe и Corel за счет широкого охвата платформ (Chrome OS, Linux, MacOS, Windows), а также наличия онлайн-версии, работающей в браузере. На данный момент входит в продуктовую линейку компании Corel.

## История Gravit Designer

### 2014
Идейным вдохновителем и создателем Gravit Design был Александр Адам, получивший на развитие продукта 600 000 € инвестиций.
Проект начался совершенно случайно. Однажды на встрече с друзьями мы обсуждали будущее сети и тот самый день, когда все виды программного обеспечения будут онлайн-сервисами. Некоторые друзья не согласились и привели пример, что приложения для дизайна никогда не будут в виде онлайн-версий. Чтобы доказать, что они не правы, я отправился на поиски такого приложения. Но мне не удалось найти чистый инструмент для веб-дизайна (без Flash) и я взял его создание на себя. Спустя несколько недель появился Gravit Designer».Александр Адам
В 2014 году немецкая компания Gravit GmbH выпустила бета-версию пакета Gravit Designer, работа которого была основана на HTML5. Приложение получило большой отклик в среде Linux-пользователей в связи c большими возможностями использования не только для графического дизайна, но и для прототипирования цифровых продуктов (сайты, мобильные приложения). На этом поле Gravit Designer стал конкурировать с Inkscape, а позже и с Figma, Adobe XD.

### 2017
Крупное обновление 3.0.0 принесло пользователям сразу несколько важных изменений. Gravit Designer был размещен в магазинах приложений для Mac и Windows. Была проделана большая работа по исправлению критичных ошибок.

### Покупка Gravit Designer
22 июня 2018 года компания Corel объявила о покупке всех продуктов и технологий, ранее принадлежавшие Gravit GmbH. Это в первую очередь затронуло Gravit Designer, который стал частью продуктовой линейки Corel. Компания также оставила себе команду разработчиков продукта.
Сделка по приобретению Gravit Designer была широко прокомментирована руководством компании:
Во многом успех Gravit Designer можно объяснить невероятными людьми, создавшими его. Мы очень рады, что эти талантливые разработчики и дизайнеры присоединились к нашей команде.Жерар Метрейлер
Gravit предлагает исключительный опыт веб-графического дизайна. Это приобретение еще больше расширяет возможности облачного программного обеспечения Corel, и благодаря нашей поддержке и инвестициям Gravit Designer имеет все шансы укрепить свое лидерство в этой области. Мы рады новым возможностям этого уникального продукта.Патрик Николс
Событие стало предтечей покупки компании Parallels в рамках консолидации различных софтверных бизнесов Corel.

### 2018
В ноябре 2018 года Gravit Designer получил платную версию PRO. Отличия от базовой версии:
- неограниченное облачное хранилище для работ
- возможность экспорта в PDF с разрешение 350 dpi
- поддержка CMYK, HSB (в базовой только RGB)
- расширенные возможности экспорта
- поддержка любых шрифтов (в базовой только системных и веб-шрифтов)
- дополнительные опции по работе со сложными макетами

### 2019
Команда сфокусировавшись на развитии международного потенциала продукта, реализовала улучшенную работу со шрифтами всех семейств, уделив особое внимание нелатинским шрифтам. Также были улучшены возможности взаимодействия с Google Fonts.

## Возможности Gravit Designer
Gravit Designer позволяет пользователю создавать и обрабатывать многостраничные послойные макеты как под задачи полиграфической печати, так и для создания цифровых продуктов. Базовый набор стандартных для графического редактора инструментов дополнен возможностями коллекций. Хорошая поддержка SVG обеспечивает стабильную работу для решения таких задач как:
- отрисовка логотипов и элементов фирменного стиля
- быстрое прототипирование мобильных приложений
- создание сложных многоцветных и детализированных иллюстраций

Для создания быстрых шаблонных иллюстраций (постеры, открытки, визитки) разработчики также предлагают пользователям воспользоваться возможностями сервиса-конструктора Gravit Klex.